# Дропла (Добричская область)
Дропла (болг. Дропла) — село в Болгарии. Находится в Добричской области, входит в общину Балчик. Население составляет 310 человек.

## Политическая ситуация
В местном кметстве Дропла, в состав которого входит Дропла, должность кмета (старосты) исполняет Блага Кирилова Атанасова (Болгарская социалистическая партия (БСП)) по результатам выборов.
Кмет (мэр) общины Балчик — Николай Добрев Ангелов (независимый) по результатам выборов.